# Georges Golovine
Pour les articles homonymes, voir Golovine.
Georges Golovine, né le 10 août 1932 à Monaco et mort le 30 décembre 2014 à Avignon, est un danseur étoile et chorégraphe français.

## Biographie
Né le 10 août 1932 à Monaco d'un père russe et d'une mère française, il a travaillé la danse avec les pédagogues et chorégraphes tels que Préobrajenska, Beriosoff (ru), Caton, Charrat, Messerer,  Lifar, Massine, Nijinska, Skibine, Besobrasova. Il est le frère de Solange Golovine, Serge Golovine et Jean Golovine.
Danseur étoile dansant sur la plupart des grandes scènes internationales, il a dansé plus de 150 ballets tant classiques que contemporains. C’est en 1948 qu’il débute dans la danse avec Olga Preobrajenska à Paris puis il est engagé au Châtelet par Maurice Lehmann en 1949.
En 1951, il intègre le Ballet du Marquis de Cuevas. Il est nommé soliste très rapidement, puis danseur étoile.
Il est ensuite engagé au London Festival Ballet en 1962, puis au Théâtre des Champs-Élysées et au Ballet Classique de France avec lequel il participe à la première tournée officielle française en République de Chine.
En 1967, il est chorégraphe et maître de ballet du Pact Ballet, troupe officielle sud-africaine à Johannesbourg et en 1971, est chargé par l’Association culturelle du personnel d’enseigner la danse à l’UNESCO. Il contribue à la création du Conseil international de la danse.
En 1974, il fonde avec son épouse le Théâtre de la danse Golovine à Avignon. Quelques décennies plus tard, il fait don de la mémoire de son théâtre aux Archives municipales de la ville.
Il meurt le 30 décembre 2014 à Avignon.

## Publication
- La Russie de mon père, Paris, Editions Publibook, 2007, 154 p. (ISBN 978-2-7483-3906-2, présentation en ligne)